# Parapercis compressa
Parapercis compressa är en fiskart som beskrevs av Randall 2008. Parapercis compressa ingår i släktet Parapercis och familjen Pinguipedidae. Inga underarter finns listade i Catalogue of Life.